# Carlo Somigliana
Carlo Somigliana (1860-1955) est un mathématicien italien.
Disciple fidèle d’Enrico Betti et d’Eugenio Beltrami,, ses recherches ont été pour l'essentiel consacrées à la physique mathématique. Il est l’auteur d’importantes contributions à la théorie mathématique de l’élasticité linéaire : l’équation intégrale de Somigliana , analogue à la formule de Green en théorie du potentiel, et la théorie des dislocations. Il s’est également intéressé à la propagation des ondes sismiques, à la gravimétrie et à la glaciologie. Il est un descendant d’Alessandro Volta : précisément, l'illustre physicien de Côme était l'aïeul de la mère de Carlo, Teresa Volta.

## Carrière académique
Carlo Somigliana fait ses premières études universitaires à Pavie, où il est l’étudiant d’Eugenio Beltrami. Il poursuit à Pise, où il suit les cours de Betti : là, il noue une amitié durable avec l'un de ses camarades, Vito Volterra, qui ne s'achèvera qu'avec la mort de ce dernier. il sort diplômé de l’École normale supérieure de Pise en 1881. En 1887 Somigliana enseigne comme maître-assistant à l’Université de Pavie. En 1892, il obtient par concours la chaire de physique mathématique de l’université. Somigliana est appelé à la prestigieuse chaire de physique mathématique de l’Université de Turin en 1903, poste qu'il conserve jusqu'à sa retraite en 1935, date à laquelle il déménage à Milan ; mais au cours de la seconde guerre mondiale, son appartement de Milan est détruit dans les bombardements, et il doit se retirer avec sa famille dans une villa de Casanova Lanza : bien qu'il eût pris sa retraite de l'enseignement en 1935, il poursuivit ses recherches presque jusqu'à sa mort, en 1955.

### Prix et distinctions
Il a été élu le 20 juillet 1897 membre correspondant de l’Accademia Nazionale dei Lincei, et devient membre titulaire le 17 septembre 1908. Il est élu membre de l'Académie pontificale des sciences le 18 janvier 1939.
En 1894, il est lauréat du prix mathématique de l'Académie italienne des sciences.

## Choix de publications
- (it) Carlo Somigliana, « Giacinto Morera », Il Nuovo Cimento, v, vol. 17, no 1,‎ décembre 1909, p. 191-194 (DOI 10.1007/BF02709438, zbMATH 40.0038.03).
- (it) Carlo Somigliana, « Giacinto Morera », Atti della Reale Accademia delle Scienze di Torino, vol. 45,‎ 24 avril 1910, p. 573-583 (zbMATH 41.0023.04).
- (it) Carlo Somigliana, « Commemorazione del Socio nazionale prof. Giacinto Morera », Rendiconti della Reale Accademia dei Lincei, Classe di Scienze Fisiche, Matematiche, Naturali, v, vol. 19, no 1,‎ 1910a, p. 604-612 (zbMATH 41.0023.05).
- Carlo Somigliana, « Vito Volterra. Discorso commemorativo pronunciato nella Prima Tornata Ordinaria del Sesto Anno Accademico, il 30 novembre 1941 (cum 2 tab.) », Acta Pontificia Academia Scientarum, vol. 6,‎ 1942, p. 57-86 (MR 0026620, zbMATH 0060.01808, JFM 68.0018.15, lire en ligne).

### Biographies et généralités
- (it) Accademia Nazionale dei Lincei, Annuario dell'Accademia Nazionale dei Lincei 2014 – CDXII dalla Sua Fondazione, Rome, Accademia Nazionale dei Lincei, 2014, 687 p. (lire en ligne). L'Almanach de cette illustre institution scientifique italienne comporte une histoire de ses membres, avec de multiples informations sur leurs activités académiques et scientifiques.
- (it) Cataldo Agostinelli, « Necrologio di Carlo Somigliana », Bollettino dell'Unione Matematica Italiana, 3e série, vol. 10, no 4,‎ 1955, p. 650-656 (zbMATH 0066.00802, lire en ligne). L'éloge funèbre de Carlo Somigliana.
- (it) Gaetano Fichera, « Il contributo italiano alla teoria matematica dell'elasticità », Rendiconti del Circolo Matematico di Palermo, Circolo Matematico di Palermo, iI, vol. XXVIII, no 1,‎ 1979, p. 5-26 (DOI 10.1007/BF02849579, MR 0564544, zbMATH 0433.73002).
- (it) C.S. Roero, « Carlo Somigliana (20/09/1860–19/06/1955) » [archive du 7 décembre 2010], 4 février 2005 (consulté le 11 janvier 2011).
- (it) G. F. Tricomi, « Matematici italiani del primo secolo dello stato unitario : Carlo Somigliana », Memorie dell'Accademia delle Scienze di Torino. Classe di Scienze fisiche matematiche e naturali., iV, vol. I,‎ 1962, p. 120 (zbMATH 0132.24405, lire en ligne).
- (en) Alexander H.-D. Cheng et Daisy T. Cheng, « Heritage and early history of the boundary element method », Engineering Analysis with Boundary Elements, vol. 29, no 3,‎ 2005, p. 268-302 (DOI 10.1016/j.enganabound.2004.12.001, zbMATH 1182.65005).
- Morton E. Gurtin, Siegfried Flügge et Clifford A. Truesdell, Festkörpermechanik/Mechanics of Solids, vol. VIa/2, Berlin-Heidelberg-New York, Springer-Verlag, coll. « Handbuch der Physik (Encyclopedia of Physics) », 1972 (réimpr. 1983) (ISBN 3-540-13161-2), « The Linear Theory of elasticity », p. 1-295  (ISBN 0-387-13161-2).